# Torneo de Auckland 2023
El ASB Classic 2023 fue un evento de tenis de la ATP Tour 250 en su rama masculina y WTA 250 en la femenina, se disputa en Auckland (Nueva Zelanda) en el complejo ASB Tennis Centre y en cancha dura al aire libre, siendo parte de una serie de eventos que hacen de antesala al Abierto de Australia, desde el 2  hasta el 8 de enero de 2023, las mujeres y desde el 9 hasta el 14 de enero los hombres.

## Distribución de puntos
| Modalidad            | Campeón | Finalista | Semifinales | Cuartos de final | 2ª ronda | 1ª ronda | Clasificados | 2ª ronda de clasificación | 1ª ronda de clasificación |
| Individual masculino | 250     | 165       | 100         | 50               | 25       | 0        | 13           | 7                         | 0                         |
| Dobles masculino     | 250     | 150       | 90          | 45               | 20       | 0        | -            | -                         | -                         |

| Modalidad           | Campeona | Finalista | Semifinales | Cuartos de final | 2.ª ronda | 1.ª ronda | Clasificadas | 2.ª ronda de clasificación | 1.ª ronda de clasificación |
| Individual femenino | 280      | 180       | 110         | 60               | 30        | 1         | 18           | 12                         | 1                          |
| Dobles femenino     | 280      | 180       | 110         | 60               | 1         | -         | -            | -                          | -                          |

## Cabezas de serie

### Individuales masculino
| Tenista             | Ranking | Preclasificado |
| Casper Ruud         | 3       | 1              |
| Cameron Norrie      | 14      | 2              |
| Diego Schwartzman   | 25      | 3              |
| Francisco Cerúndolo | 30      | 4              |
| Alexander Bublik    | 37      | 5              |
| John Isner          | 41      | 6              |
| Sebastián Báez      | 43      | 7              |
| Adrian Mannarino    | 46      | 8              |

- Ranking del 2 de enero de 2023.[3]

### Dobles masculino
| Tenista                            | Ranking | Preclasificado |
| Nikola Mektić Mate Pavić           | 13      | 1              |
| Marcel Granollers Horacio Zeballos | 31      | 2              |
| Simone Bolelli Fabio Fognini       | 44      | 3              |
| Jamie Murray Michael Venus         | 52      | 4              |

### Individuales femenino
| Tenista          | Ranking | Preclasificada |
| Cori Gauff       | 7       | 1              |
| Sloane Stephens  | 37      | 2              |
| Leylah Fernández | 40      | 3              |
| Bernarda Pera    | 44      | 4              |
| Xiyu Wang        | 50      | 5              |
| Madison Brengle  | 57      | 6              |
| Danka Kovinić    | 60      | 7              |
| Rebecca Marino   | 63      | 8              |

- Ranking del 26 de diciembre de 2023.[4]

### Dobles femenino
| Tenista                          | Ranking | Preclasificada |
| Caroline Dolehide Erin Routliffe | 63      | 1              |
| Eri Hozumi Tamara Zidanšek       | 84      | 2              |
| Miyu Kato Aldila Sutjiadi        | 96      | 3              |
| Sophie Chang Angela Kulikov      | 121     | 4              |

## Campeones

### Individual masculino
Richard Gasquet venció a  Cameron Norrie por 4-6, 6-4, 6-4

### Individual femenino
Cori Gauff venció a  Rebeka Masarova por 6-1, 6-1

### Dobles masculino
Nikola Mektić /  Mate Pavić vencieron a  Nathaniel Lammons /  Jackson Withrow por 6-4, 6-7(5-7), [10-6]

### Dobles femenino
Miyu Kato /  Aldila Sutjiadi vencieron a  Bethanie Mattek-Sands /  Leylah Fernandez por 1-6, 7-5, [10-4]